# Bertram Myron Gross
Bertram Myron Gross (* 1912 in Philadelphia; † 12. März 1997 in Walnut Creek) war ein US-amerikanischer Sozialwissenschaftler und Systemtheoretiker. Als Mitarbeiter des US-Senates war er 1946 maßgeblich an der Ausarbeitung des  Employment Act beteiligt. Mitte der 1950er Jahre lehrte er im Auftrag der US-Regierung Öffentliche Verwaltung an der Hebräischen Universität von Jerusalem und arbeitete später als
Professor für Politikwissenschaften in Hunter College (CUNY).
Besonders bekannt wurde er mit seinem 1980 erschienenen Buch Friendly Fascism, in welchem er scharf die zunehmenden Verstrickungen zwischen den politischen und den Wirtschafts-Eliten kritisierte.
Er ist der Vater des Physik-Nobelpreisträgers David Gross und der Bruder der Pianistin Edith Grosz.